# اللمعة الدمشقية
اللمعة الدمشقية في فقه الإمامية المعروف بـ «اللمعة» دورة فقهية كاملة من تأليف الشيخ محمد بن مكي الجزيني العاملي، المعروف بالشهيد الأول. ويعتبر هذا الكتاب من أشهر مؤلفات الشهيد الأول، ومن أكثر المؤلفات الفقهية الشيعية اعتباراً. تدرّس هذه الموسوعة الفقهية في الحوزات العلمية و الجامعات الشيعية.

## اعتبار الكتاب
يشتمل كتاب اللمعة الدمشقية على دورة من أهم البحوث الفقهية مؤلفة بأسلوب الفقه الفتوائي، يلاحظ فيها في بعض الأحيان بحوثاً إستدلالية لكنها تكون بمستوى بسيط جدا، وقد حاز هذا الكتاب مكانة خاصة بين الكتب الفقهية بسبب هذا الاختصار وسهولة التعبير مع التنظيم والترتيب الممتاز. وقد حظي هذا الكتاب القيّم منذ تأليفه وإلى يومنا هذا اهتماما واسعا لدى الفقهاء العظام، بحيث اعتمدوا عليه في مؤلفاتهم. ويعتبر هذا الكتاب اليوم من الكتب الدراسية الهامة لدى طلاب العلوم الدينية الشيعة.

## أسلوب التأليف
وعن الطريقة التي انتهجها الشهيد الأول في تأليف كتاب اللمعة الدمشقية يقول الشيخ الحر العاملي: حبس الشهيد الأول سنة كاملة في قلعة الشام، وفي مدة الحبس ألّف اللمعة الدمشقية في سبعة أيام وما كان يحضره من كتب الفقه غير المختصر النافع، وأما أسلوب التأليف فإن الشهيد الأول يذكر في بداية كل باب أحكامه ثم يذكر الأحكام المرتبطة به، ثم يتناول المستحبات والمكروهات، وفي نهاية الكتاب يتطرق إلى آراء الفقهاء المشهورة.

## عناوين الكتاب
تنقسم بحوث كتاب اللمعة الدمشقية إلى أربعة أقسام: العبادات، والمعاملات، والإيقاعات، والأحكام. ويشتمل كل قسم على عدة كتب وهذه الكتب هي:
- كتاب الطهارة
- كتاب الصلاة
- كتاب الزكاة
- كتاب الخمس
- كتاب الصوم
- كتاب الاعتكاف
- كتاب الحج
- كتاب الجهاد
- كتاب الكفارات
- كتاب النذر والتوابع
- كتاب القضاء
- كتاب الشهادات
- كتاب الوقف
- كتاب العطيه
- كتاب المتاجر
- كتاب الدين
- كتاب الرهن
- كتاب الحجر
- كتاب الضمان
- كتاب الحوالة
- كتاب الكفالة
- كتاب الصلح
- كتاب الشركة
- كتاب المضاربة
- کتاب الوديعة
- كتاب العارية
- كتاب المزارعة
- كتاب المساقاة
- كتاب الااجارة
- كتاب الوكالة
- كتاب الشفعة
- كتاب السبق والرماية
- كتاب الجعالة
- كتاب الوصايا
- كتاب النكاح
- تاب الطلاق
- كتاب الخلع والمباراة
- كتاب الظهار كتاب الإيلاء
- كتاب اللعان
- كتاب العتق
- كتاب التدبير والمكاتبه والاستيلاد
- كتاب الإقرار
- كتاب الغصب
- كتاب اللقطة
- كتاب إحياء الموات
- كتاب الصيد والذبائح
- كتاب الأطعمة والأشربة
- كتاب الميراث
- كتاب الحدود
- كتاب القصاص
- كتاب الديات

اختلط قسم العبادات بسائر الأقسام بدءاً من كتاب الطهارة إلى كتاب الجهاد. فيما اختص كتاب الشركة إلى كتاب النكاح بالمعاملات، وأما كتب الحدود، والقصاص، والديّات، والقضاء والشهادات، فهي من قسم الأحكام، وسائر الكتب تدخل في قسم الإيقاعات.

## شروح اللمعة
يمكن تقسيم شروح اللمعة إلى قسمين. قسم يحمل عنواناً مستقلا، وقسم لا يحمل عنواناً كذلك بل يحمل عنوان شرح اللمعة أو حاشية اللمعة.

### الشروح ذات العنوان المستقل
- الروضة البهية في شرح اللمعة الدمشقية - زين الدين بن علي الجبعي العاملي
- توضيح المشكلات - محمد شفيع بن محمد حسين .
- التحفة الغرويّة - خضر بن شلال العفكاوي
- كشف النقاب - مسيح بن محمد سعيد الطهراني.
- المذاهب القدسيّة -  محمد جواد بن تقي المشهور بالملا أحمدي
- التحفة الرضويّة - محمد بن معصوم الرضوي المشهدي
- الخيارات - علي كاشف الغطاء
- الدرّة الغريّة - الملا عبد الكريم بن محمد باقر السلماسي
- العدّة النجفيّة - الشيخ محمد رضا والد الشيخ محمد طه.
- الغرة الغرويّة - الملا علي.
- المنحة السنيّة - محمد بن هاشم الهندي
- المواهب العلّية - أبو تراب القزويني الحائري.
- الدرة الحائريّة - علي نقي بن حسن الطباطبائي
- النجعة في شرح اللمعة - محمد تقي التستري

### الشروح بلا عنوان
شرح اللمعة، للسيد حسن بن محمد باقر، الملقب بالحاج آقا امير(متوفى 1380 ق).
شرح اللمعة، للسيد محمد رضا بن السيد محمد مهدي بحر العلوم.
شرح اللمعة، للشيخ سليمان بن احمد آل عبد الجبار القطيفي (متوفى 1270 ق).
شرح اللمعة، للشيخ على بن حسين الخنقاني.
شرح اللمعة، للسيد على بن أبي شبانة البحراني (متوفى 1121 ق).
شرح اللمعة، للشيخ على بن محمود الطبسي (متوفى 1375 ق).
شرح اللمعة، للشيخ معز الدين التوني.
. شرح اللمعة، للأقا مهدي بن محمد إبراهيم الكلباسي (متوفى 1292 ق).
شرح اللمعة، للميرزا على بن محمد بن حسين سلطان العلماء الحسيني.

### نظم وشعر اللمعة
التحفة القواميّة، للسيد قوام الدين محمد بن محمد مهدي السيفي القزويني.
الهداية المهديّة، لعبد الكريم الجرجاني (كان حيا في 1304 ق).
لؤلؤ الأحكام و نخبة الأحكام، للشيخ علي بن محمد جعفر شريعتمدار الاسترأبادي.
كنز الدر الأيتام.

## الطباعة والنشر
طبع كتاب اللمعة الدمشقية مرّات عديدة، ومن هذه الطبعات ما قامت به دار العالم الإسلامي في بيروت حيث طبعتها مع شرحها في مجلدين.

## أنظر أیضا
تهذيب الأحكام (كتاب)